# Notothylas breutelii
Notothylas breutelii é uma espécie de planta do gênero Notothylas e da família Notothyladaceae. 
N. breutelii é caracterizada principalmente por quatro importantes características: o talo plano com margens lobadas; os invólucros parcialmente crispado-lamelosos; as paredes da cápsula com linhas de deiscência longitudinal distinta; e esporos negros com minúsculas papilas na superfície proximal e com protuberância quase imperceptível na superfície distal.

## Taxonomia
Os seguintes sinônimos já foram catalogados: 
- Anthoceros breutelii Gottsche
- Notothylas amazonica Spruce
- Notothylas cubana Steph.

## Forma de vida
É uma espécie litófita, terrícola e talosa. 

## Descrição
O esporófito tem invólucro dorsal, cilíndrico, solitário ou em grupos, com 2 – 3 milímetros de comprimento, crispado e com lamelas. Possui cápsula cilíndrica, com até 3 milímetros de comprimento, que se projeta além do invólucro e que, ao amadurecer, seca e encolhe a partir do ápice do esporófito. Abertura da cápsula ocorre ao longo de duas linhas de deiscência, com duas camadas de células com paredes grossas marrom-avermelhadas. Com isso, a cápsula apresenta distintas linhas de deiscência. As células da cápsula são quadradas a retangulares, laranja, marrom a marrom claro, 10–26 × 22–64 µm. Columela ausente. As células epidérmicas são retangulares a alongadas-retangulares, com paredes grossas e lúmen bastante largo. 

## Conservação
A espécie faz parte da Lista Vermelha das espécies ameaçadas do estado do Espírito Santo, no sudeste do Brasil. A lista foi publicada em 13 de junho de 2005 por intermédio do decreto estadual nº 1.499-R. 

## Distribuição
A espécie é encontrada nos estados brasileiros de Acre, Amazonas, Bahia, Ceará, Espírito Santo, Minas Gerais, Mato Grosso do Sul, Pernambuco e Rio de Janeiro. 
A espécie é encontrada nos domínios fitogeográficos de Floresta Amazônica, Mata Atlântica e Pantanal, em regiões com vegetação de áreas antrópicas, cerrado, mata ciliar e floresta ombrófila pluvial.